# Nesticus kunisakiensis
Nesticus kunisakiensis är en spindelart som beskrevs av Teruo Irie 1999. Nesticus kunisakiensis ingår i släktet Nesticus och familjen grottspindlar. Inga underarter finns listade i Catalogue of Life.